# Бодзанув (гмина)
Бодзанув (пол. Bodzanów) — сельская гмина (волость) в Польше, входит как административная единица в Плоцкий повет, Мазовецкое воеводство. Население — 8394 человека (на 2004 год).

## Демография
| Перепись                       | Всего   | Всего | Женщины | Женщины | Мужчины | Мужчины |
| ------------------------------ | ------- | ----- | ------- | ------- | ------- | ------- |
| Единицы                        | человек | %     | человек | %       | человек | %       |
| Население                      | 8394    | 100   | 4224    | 50,3    | 4170    | 49,7    |
| Плотность населения (чел./км²) | 61,4    | 61,4  | 30,9    | 30,9    | 30,5    | 30,5    |

## Соседние гмины
1. Гмина Бульково
2. Гмина Мала-Весь
3. Гмина Радзаново
4. Гмина Слубице
5. Гмина Слупно